# Jules Massonnet
Jules Léon Massonnet (Chassepierre, 28 december 1879 - Aarlen, 10 mei 1974) was een Belgisch senator.

## Levensloop
Massonnet was apotheker van beroep.
Hij werd verkozen tot gemeenteraadslid (1932-1958), schepen (1933-1948) en burgemeester (1949-1958) van Aarlen.
In 1947 werd hij liberaal provinciaal senator voor de provincie Luxemburg, in vervanging van de overleden Victor Lenger. Hij vervulde dit mandaat tot in 1950. Dat jaar werd hij rechtstreeks verkozen senator voor het arrondissement Aarlen en bleef dit tot aan zijn ontslag in februari 1953.

## Publicaties
- Histoire de Chassepierre, in: Annales de l'Institut archéologique de Luxembourg, 1953.
- Histoire de Vance, Aarlen, 1959.